# Agriopodes inscripta
Agriopodes inscripta là một loài bướm đêm trong họ Noctuidae.